# North Salt Lake
North Salt Lake ist eine Stadt im Davis County, Utah, Vereinigte Staaten. Sie gehört zum Ballungsraum Ogden–Clearfield. Das U.S. Census Bureau hat bei der Volkszählung 2020 eine Einwohnerzahl von 21.907 ermittelt.

## Bevölkerung
| Jahr | Einwohner |
| ---- | --------- |
| 1961 | 1.655     |
| 1990 | 6.474     |
| 2000 | 8.749     |
| 2010 | 16.322    |
| 2020 | 21.907    |

Laut dem American Community Survey 2005–2009 leben in North Salt Lake City zu 93 % Weiße, 2,4 % Asiaten, 2,3 % Schwarze oder Afro-Amerikaner und zu 0,4 % Nachfahren amerikanischer Ureinwohner.

## Ökonomie
Für den Juli 2007 wurde ein durchschnittliches Einkommen von 65.686 Dollar ermittelt.
Über 900 Unternehmen sind in der Stadt registriert.

## Geschichte
North Salt Lake gehört zu mehreren Orten, die 1847 von mormonischen Siedlern gegründet wurde. Die Siedler entdeckten heiße Quellen und betrieben in North Salt Lake hauptsächlich Viehzucht.